# 月染の枷鎖 -the end of scarlet luna-
『月染の枷鎖 -the end of scarlet luna-』（つきそめのかさ ジ･エンド・オブ・スカーレット・ルナ）は2010年1月29日にひよこソフトより発売された日本の18禁アドベンチャーゲーム。

## 概要
ひよこソフトの処女作品で当初は同人ソフトとしての製作が企画されていたが、製作準備段階に至りクリエイターを集めた段階で「多数の凄腕クリエイターの協力が得られた」と判断したことから、方針を切り替えて商業作品として製作することとなった。
物語は同じ時系列を描いた全四章からなるストーリーで構成されており、章ごとにメインとなるヒロインが設定されている。
初回版には初回特典として月染の枷鎖・ラフ原画集が同梱された。

## ストーリー
養父の仕事の都合で亡き母の故郷でもある波洲美村に引っ越した鏡 蓮耶は、慣れない田舎暮らしに戸惑いながらも親しい仲間を得て徐々に村に溶け込んでいった。そんな折、村の海岸で素性のわからない不思議な少女と出会い、それを契機としたかのように村で怪奇な事件が発生するようになる。

## 登場人物
鏡 蓮耶（かがみ れんか）
本編の主人公。自分の実の親に関する手掛かりを得るために、養父の引越しに付き添い都会から波洲美村へ引っ越してきた。
謎の少女
声：藤森ゆき奈
村の海岸や神社で姿を現す正体不明の謎の少女。
柊 なずな（ひいらぎ なずな）
声：東かりん
蓮耶のクラスメイトの小柄でツインテールの少女。身長が低いことを気にしている。学業は芳しくなく、試験のたびに小夏に助けてもらっている。
笹百合 小夏（ささゆり こなつ）
声：草柳順子
蓮耶のクラスメイトで、なずなの親友の眼鏡っ娘の少女。姉の柚子のことを尊敬しており、少しでも姉に近づくように努力している。
笹百合 柚子（ささゆり ゆず）
声：高槻つばさ
小夏の姉で、波洲美村の隣町である鹿蔵ノ宮町の図書館で司書補をしている。蓮耶の相談相手としてなにかと協力をしてくれる。
錦 悠莉（にしき ゆうり）
声：来栖川勇
蓮耶のクラスメイトの男友達。困っている人を放っておけないなど心優しい一面を持つが、小夏の好意に気付かないなど鈍感な所もある。

## スタッフ
- シナリオ：飛燕、幸田高吉
- 原画：月音、みずきほたる
- 音楽：Blasterhead
- プログラム：青猫（Rosebleu）
- 監督：みずきほたる

## 音楽
主題歌
- ツキソメ
  - 歌：Rita
  - 作詞：飛燕
  - 作曲：Blasterhead

イマ･エンターテイメントより2010年12月24日発売された、美少女ゲームの主題歌を集めたコンピレーションアルバムである『GWAVE2010 1st Grace』に「ツキソメ」が収録されている。